# Bunte Kuh (Schiff, 1401)
Die Bunte Kuh war ein vermutlich in Flandern gebautes Kriegsschiff unbekannter Bauart, wahrscheinlich eine Kogge, die als eines der Führungsschiffe der hansischen Flotte im Jahre 1401 den Angriff auf den Seeräuber Klaus Störtebeker führte.

## Geschichte
Zur Sicherung des Seehandels mit England und Holland vor Piratenangriffen finanzierte die Stadt Hamburg den Kaufleuten Simon von Utrecht und Hermann Nyenkerken zwei Schiffe samt Waffen und Seeleuten. Das eine der Schiffe, die Bunte Kuh, wurde Hermann Nyenkerken übertragen, und das zweite, namentlich nicht überlieferte, dem aus den Niederlanden in die  Hansestadt gezogenen Simon von Utrecht. Die geringen Baukosten wurden als Argument dafür angeführt, dass es sich um eine Schnigge handelte. Schniggen waren allerdings aufgrund ihrer niedrigen Form zum Entern hochbordiger Schiffe ungeeignet, was eher für eine Kogge spricht. (vgl. hierzu Friedeschiff) Die leichten Schniggen konnten gerudert werden und wären demzufolge zur Jagd auf Seeräuber den großen Handelskoggen durch ihre Schnelligkeit und Wendigkeit überlegen gewesen, aber wenig geeignet zum Enterkampf. Ab dem Jahr 1400 diente sie der Verfolgung und Bekämpfung der Vitalienbrüder Störtebekers und Gödeke Michels’, die mit mehreren Schiffen, eines davon trug den Namen Seetiger, den Seehandel in der Nordsee bedrohten. Entgegen der Legende um Simon von Utrecht wurde die Bunte Kuh von Hermann Nyenkerken kommandiert. Begleitet wurde sie von einer Flotte bewaffneter Kauffahrteischiffe, Friedeschiffe genannt, die von den Hamburger Ratsherren Nikolaus Schocke und Hermann Lange geführt wurden. Störtebeker konnte schließlich vor Helgoland gestellt werden. Die Seeräuber wurden besiegt und auf der Bunten Kuh nach Hamburg transportiert, wo Störtebeker und andere 1401 auf dem Grasbrook vor den Toren der Stadt enthauptet wurden.

## Schiffstyp

Die Bunte Kuh von Hans Bohrdt

Von dem historischen Fahrzeug ist nicht mehr bekannt als Name (bunte ko), Schiffsführer sowie Kosten für Anschaffung und Unterhalt. In Hamburger Kämmererbüchern wurden über mehrere Jahre die diesbezüglichen Ausgaben der Stadt vermerkt. Ihre Höhe lässt die Vermutung zu, dass es sich bei dem Schiff um eine Schnigge handelte. Denn die Kosten für Bau und Unterhalt einer Kogge wären mehr als doppelt so hoch gewesen. Andererseits wäre eine Schnigge aufgrund ihrer niedrigen Bauform, die ein Entern einer Kogge nicht möglich machte, und einer Bauweise, die sich auch für ein Führen von Kanonen nicht eignete, als Flaggschiff eines zur Bekämpfung von Piratenschiffen ausgesandten Schiffsverbands wenig geeignet gewesen. Möglicherweise handelte es sich um eine speziell für militärische Zwecke gebaute Kogge, die aufgrund eines schlankeren Rumpfes, Fracht musste ja nicht mitgenommen werden, und der Einsparung von Bauholz preisgünstiger ausfiel als eine Frachtkogge. Die Zuschreibung des Schiffs zu Simon von Utrecht geht vermutlich auf die im 17. Jahrhundert erneuerte Grabplatte Simons von Utrecht zurück, die mit einer fehlerhaften Lobesinschrift versehen wurde.

## Nachwirkungen
Trotz fehlender zeitgenössischer Bildquellen existieren zahlreiche Modelle und Abbildungen der Bunten Kuh aus späterer Zeit. Meist wurde das Schiff als koggenähnlicher Schiffstyp oder als Kraweel bzw. Karacke dargestellt. So befinden sich Modelle der Bunten Kuh im Hamburger Ratskeller und im Museum für Hamburgische Geschichte.
In der Kaiserlichen Marine dienten zwei Hilfsminensucher mit dem Namen Bunte Kuh, die Bunte Kuh, Baujahr 1906, sowie die Bunte Kuh, Baujahr 1916. 1957 wurde ein Seebäderschiff auf den Namen Bunte Kuh getauft. Das Schiff war das Schwesterschiff der Wappen von Hamburg.